# Église Saint-Martin de Cigné
L'église Saint-Martin est une église paroissiale catholique, dédiée à saint Martin de Tours, située dans la commune française de Cigné  dans le département français de la Mayenne.

## Histoire
L'église, dédiée à saint Martin de Tours, a eu son chœur reconstruit de forme carrée au XIVe siècle ou XVe siècle, et accosté plus tard de deux chapelles latérales. 
De l'époque primitive, ils restent : la nef, qui seule est du XIe siècle ou du XIIe siècle. L'inter transept non voûté, sur lequel s'élève la tour, et deux chapelles formant la croix. La côtière Nord et le mur oriental du transept Nord sont d'appareil ancien et les fenêtres de la nef de ce côté ont le style du XIe siècle ou du XIIe siècle, aussi bien que la porte romane à double voussure.  La petite porte donnant dans le transept nord a une inscription gothique : Jesus. Maria, du XVIe siècle.
Deux petits autels de la Sainte-Vierge et de Saint-Joseph sont au haut de la nef, il en existe trois sur le même plan, appuyés au mur oriental.
Les retables sont en bois et datent — celui du maître-autel au moins — de l'année 1700.
De nombreux écussons se lisent dans l'église : au grand autel, les armes accolées des Vaucelles : d'argent au chef de gueules chargé de 7 billettes d'or, 4 et 3, et des Logé, d'azur à 3 quintefeuilles d'or ; aux piliers, trois écussons, l'un chargé d'une bande de trois tirets accostée de 3 fleurs de lis, famille Cigogne ; sur le deuxième, un chef endenté, famille de la Haie ; sur le troisième enfin, une croix fleurdelisée, famille Leforestier.

## Fondations[1]
- chapelle de Saint Jacques de l'Étondelière, fondée en 1591 par Gilles Dagron et Guyonne de Romagné, sieur et dame de Beauchesne, de trois messes par semaine[4]
- la messe du Saint-Sacrement, tous les jeudis, dotée par Guillaume Deroyer avant 1657 ;
- la messe des Cinq-Plaies, le mardi, fondée le 1er octobre 1657, par Baptiste Hayrie.

## Confréries et reliques[1]
La Confrérie du Rosaire est ancienne ; la Confrérie des Trépassés aussi. La relique de la Vraie Croix, que Jean-Louis-René Caquia, curé de Cigné, avait obtenue de Rome en 1774, a été conservée religieusement pendant la Révolution française. Celle de saint Matthieu, renfermée dans un reliquaire en bois en forme de bras, était l'objet d'un culte très suivi, le dimanche le plus proche du 21 septembre.
L'inventaire de 1906 eut lieu le samedi 10 février 1906.